# Ivo Jan (hockey sur glace, 1942)
Pour les articles homonymes, voir Ivo Jan (hockey sur glace, 1975) et Jan.
Temple de la renommée slovène : 2007
Ivo Jan (né le 10 avril 1942 à Jesenice en République socialiste de Slovénie) est un joueur slovène de hockey sur glace. Il est le père d'Ivo Jan.

## Biographie

### Carrière en club
Il a effectué l'ensemble de sa carrière au HK Jesenice.

### Carrière internationale
Il a représenté la Yougoslavie au niveau international. Il a participé aux Jeux olympiques de 1964, 1968 et 1972.